# NTT西日本-北陸
株式会社NTT西日本－北陸（エヌティティにしにほん－ほくりく）は、かつて存在した西日本電信電話（NTT西日本、大阪市）の子会社。石川県金沢市に本社を置き、電気通信設備関係や工事関係などで主に福井県・石川県・富山県を管轄していた。
2013年10月1日、他のNTT西日本の地域会社などとともにNTT西日本-東海へ吸収合併され、NTTビジネスソリューションズ株式会社となった。

## 事業所
- 本社：石川県金沢市出羽町4番1号
- 富山支店：富山県富山市東田地方町1丁目1番30号
- 福井支店：福井県福井市日之出2丁目12番5号

## 事業内容
- 電気通信設備に関わる設備提案、設計、工事、保守、交換局管理、コンサルティング及び設備・品質管理。IP電話やインターネット接続サービスを担当。

- 西日本電信電話株式会社等からの問い合わせ、注文受付、販売業務等の受託　等

## 担当地域
- 福井県
- 石川県
- 富山県